# ベーグル

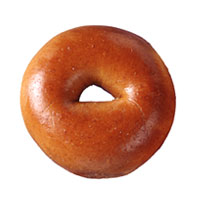
素のベーグル

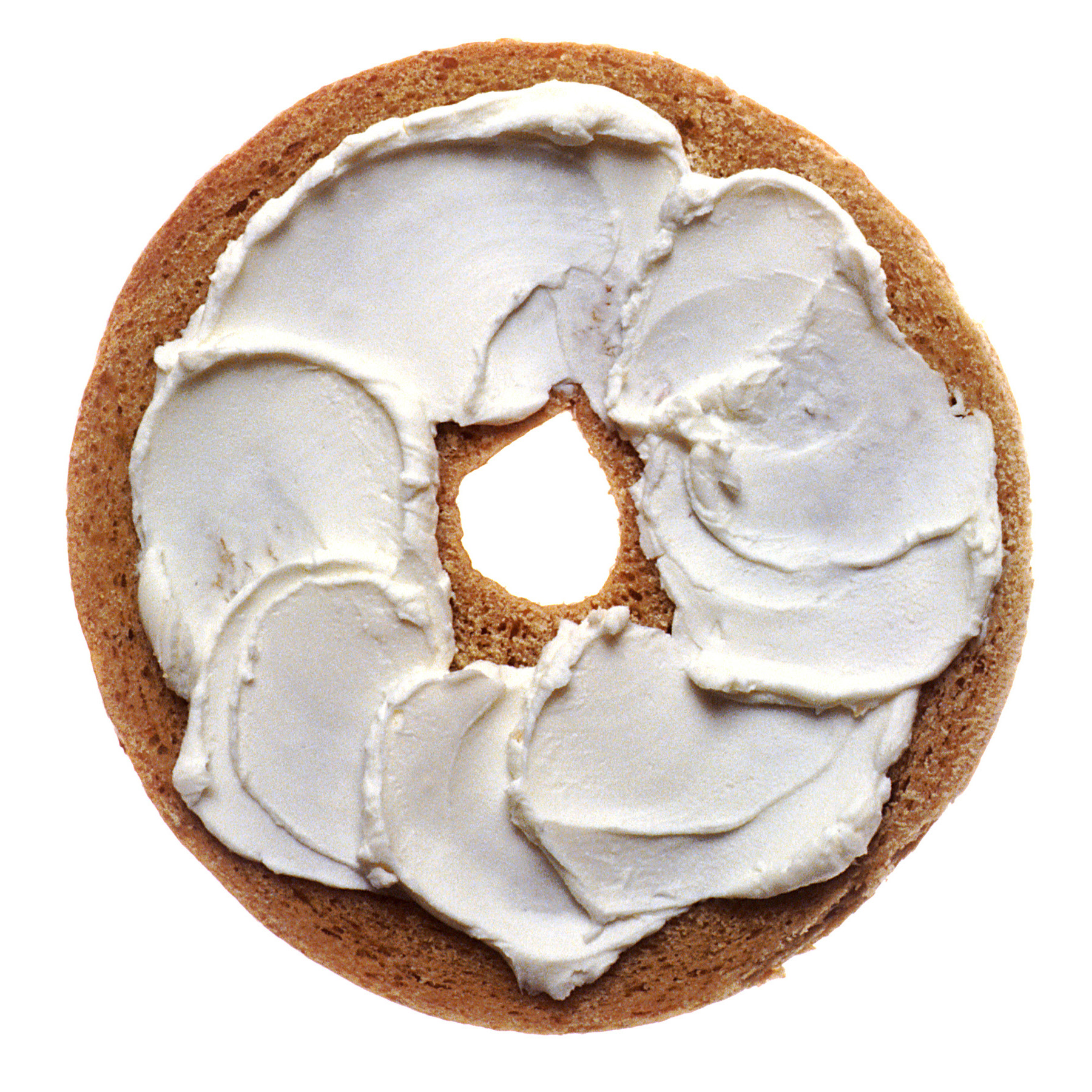
クリームチーズを塗るのが定番の食べ方。

ベーグル （英語：bagel, イディッシュ語：בֵּיגַלֶה、בײגל、beygl, beygel) は、小麦粉に水や食塩を加えて練った生地を発酵させリング状に成型したものを茹でてから焼成したパンの一種で、牛乳や卵やバターを使わない。東欧系ユダヤ人の宗教上の食べ物として知られる。

## 概要
小麦粉の生地をひも状にのばし、両端を合わせて輪の形にして発酵させ、茹でた後にオーブンで焼いて作られる。この製造法により、外側はカリッと焼き上げられ、内側は柔らかくてもっちりと詰まった歯触りになる。乾燥を防げば品質は数日間保たれる。また、水分量が少ないので、冷凍保存なら家庭用の冷蔵庫でも1ヶ月程度は充分に保存できる。
アメリカ発のブームを受けて、一般にはアシュケナジムのユダヤ人のパンとして知られる。
特性としては、通常パンの原料として使用される油脂（バターなど）、卵、牛乳を基本生地に使用していないことから、他の一般的な製法のパンと比べるとカロリーや脂肪分は低くタンパク質は多い。
素のベーグル（プレーンベーグル）の他、様々な味付けのベーグルが存在する。伝統的なものは白ゴマ、ニンニク、芥子の実、刻みタマネギや、それらを混ぜ合わせたものなどである。また、生地にシナモンとレーズンやリンゴ、ブルーベリー、クランベリー、ライ麦、プンパーニッケル（六割ライ麦パン）、鶏卵、サワードウなどを加えたものも存在する。ただしこれらの派生品は、本来あるべき食べ方から逸脱しており、もはやベーグルと呼べるものではないとも指摘されている。
スポーツでのテニス用語で自分もしくは相手に1ゲームも取れないこと（取られない）をベーグルと呼ぶことがある。

## 起源と語源

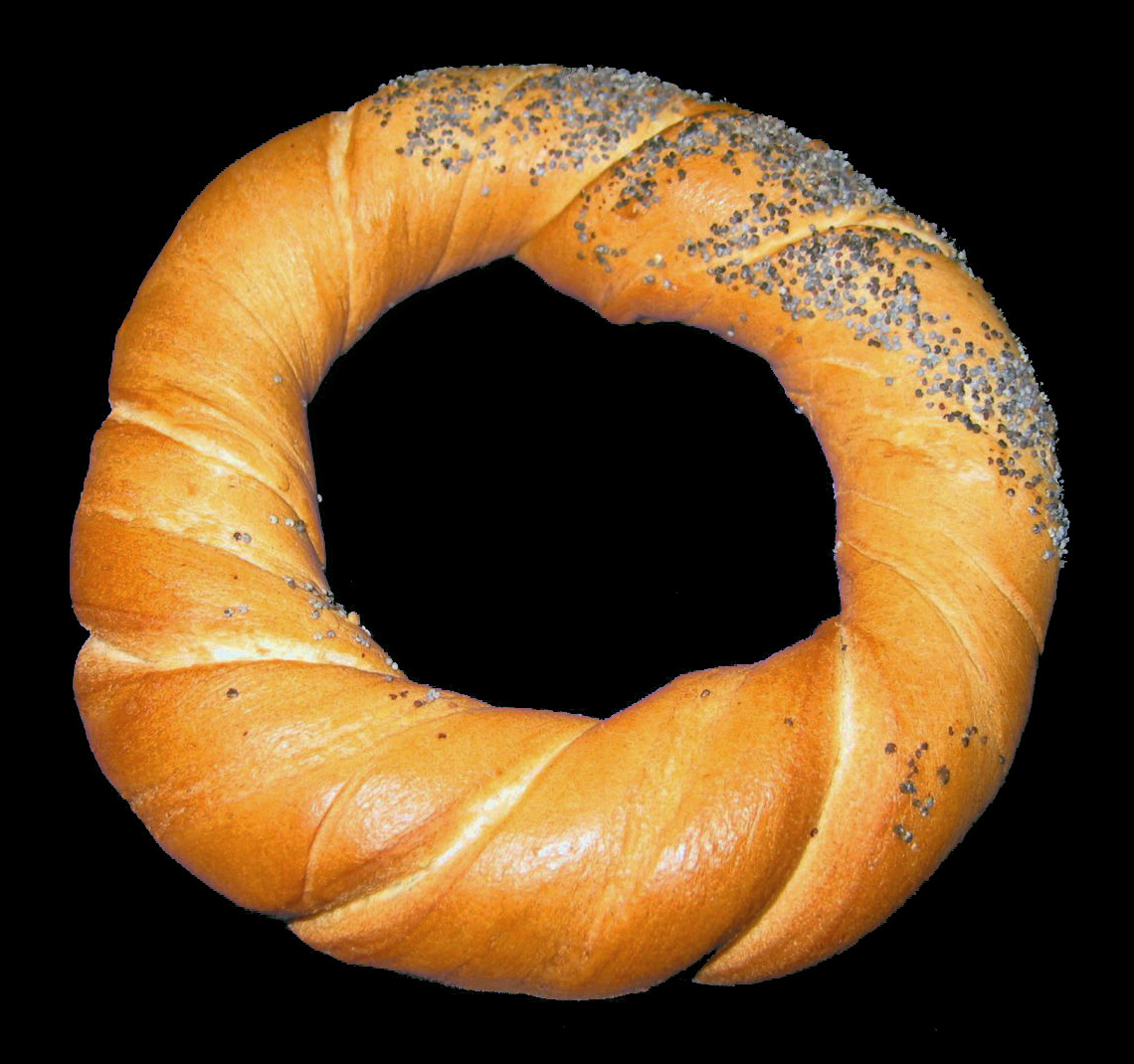
ポーランド・クラクフのobwarzanek krakowski z makiem （クラクフ式オブヴァジャーネック・ケシの実がけ）

ベーグルの起源ははっきりしておらず、17世紀に東ヨーロッパのユダヤ人コミュニティーで食べられていたとされる。おそらく最初のベーグルはポーランドのクラクフでユダヤ人コミュニティーから発祥したとの云われもある。この形や製法は、もとは中世の古い時代に南ドイツからユダヤ人がポーランドに製法を持ち込んだプレッツェルから着想を得たものと推測する研究者がいる。ただしプレッツェルそのものも起源は古代ローマの南イタリアだとも、それ以前の大昔に東西ヨーロッパに広がっていた古代ケルト文化だとも、さらにそれをさかのぼると東ヨーロッパに興ったのち中国西部（東トルキスタン）に定住したウイグル族の祖先のインド・ヨーロッパ語族の民族トハラ人だとも言われ、厳密にこういったシンプルなパンの起源を遡ればきりがない。
中世、アシュケナジムのイディッシュ語文化の中心地だったポーランドのクラクフには、西欧からユダヤ人が多く移住し、 "obwarzanek krakowski" （クラクフ式オブヴァジャーネック）という円形のパンがある。（オブヴァジャーネックには、一度茹でて焼いたパンという意味がある）。クラクフ式オブヴァジャーネックも現代のベーグルと同様、発酵後一度茹でて焼きあげるが短時間のためベーグルより淡白な味で塩気が強く弾力と水分は少ない、プレッツェルの様に最初にひねってからリングの形に整える。
よく知られているベーグル起源説では、ニューヨーク式ベーグルの起源は1683年、ウィーンのユダヤ人のパン屋によるものとされる。このパン屋の名は明らかになっていない。
「ベーグル」という呼び名は、「円形のパン」を意味するイディッシュ語の "bugel" から来ているという説がある。ドイツ語には "bügel" という単語がある。
The Bagel: The Surprising History of a Modest Bread（イェール大学刊）の著者で、英BBC編集委員であるマリア・バリンスカが行った調査によると、ポーランドのクラクフでは1930年代であってもベーグル（ポーランド語でバイギェル）とオブヴァジャーネックの区別はなく、イディッシュ語のベーグルもポーランド語のオブヴァジャーネックもどちらも同じ種類のこのパンを指す用語であるという。クラクフ市民はイディッシュ語では「ベーグル」（「バイギェル」、あぶみパン）と呼び、ポーランド語では「オブヴァジャーネック」（ゆでパン）と呼び、それが指し示すパンそのものについては特に区別しなかった、と当時から存命の古老たちが話しているようである。

## アメリカ大陸

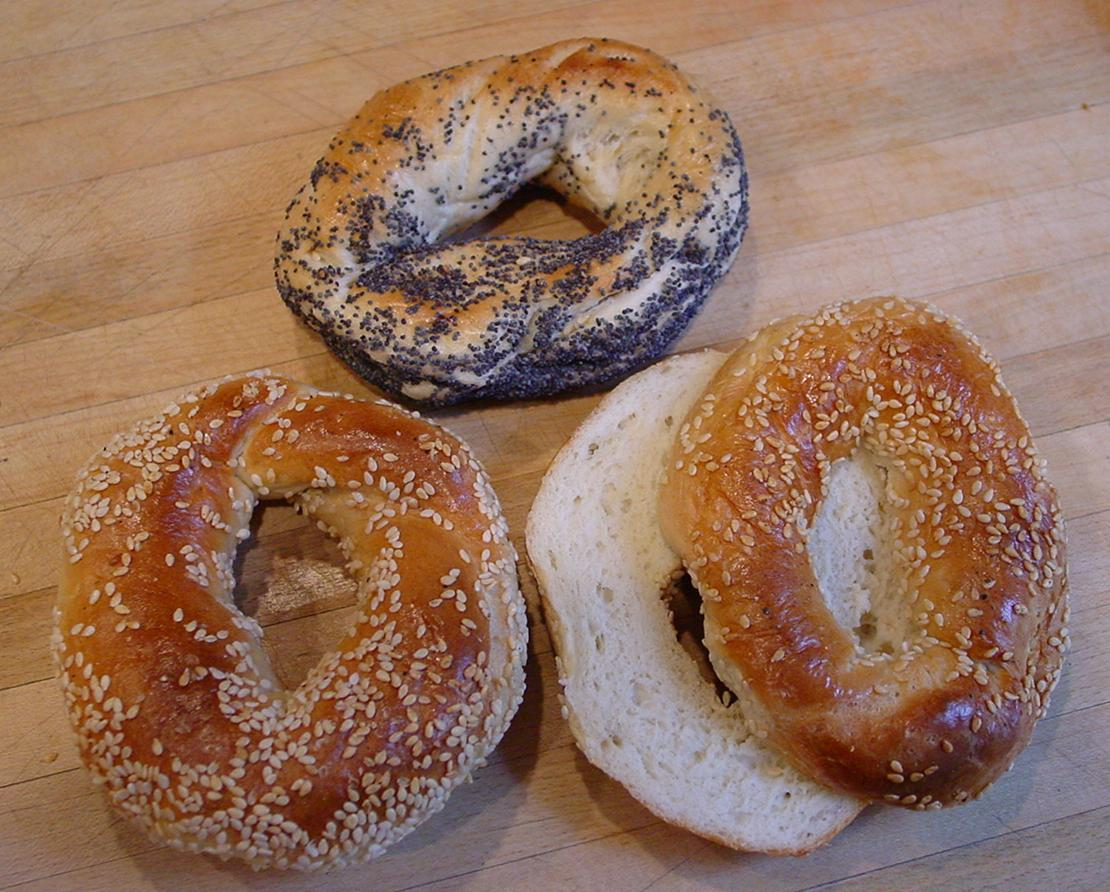
モントリオール式ベーグル。上がケシの実、下がゴマ

ベーグルは1880年代にユダヤ系ポーランド人移民によってニューヨークから広まった。1920年代までは、大規模な東欧系ユダヤ人社会のある都市を除いて、ベーグルはアメリカ合衆国内では珍しいものであったが、20世紀最後の20年くらいの間に、ベーグルは広く北アメリカで一般的なものになった。
北アメリカにおけるベーグルは、ニューヨークとモントリオールが最もよく知られている。ニューヨークのベーグルは、麦芽と塩を使い、様々な味のバリエーションがあり、生地を茹でたあとに普通のオーブンを使って焼く。1918年からキエフからの移民によって作られるようになったモントリオール式ベーグル（en）は、生地に麦芽と鶏卵を使い、塩を使わず、蜂蜜を入れた湯で茹であげ、薪を使って窯で焼き上げる。元は生地に塩が入っていたが、何らかの理由で1970年代に省かれたのだという。トッピングは初めは黒いケシの実をふりかけた「ノワール」（ Noir「黒」）だけで、1970年代に顧客の注文から白胡麻をふりかけた「ブラン」（blanc、「白」）が生まれた。近年ニューヨーク風ベーグル同様味のバリエーションが増える傾向にある。モントリオールのベーグルがもっちりとして全体に詰まった食感になるのに対し、ニューヨークのベーグルは膨れて表面が堅くなる。モントリオールのベーグルはニューヨークのベーグルに比べて若干甘く、小さめで穴が大きく、ニューヨークのベーグルよりも現在クラクフやパリで食べられるベーグルと似ている。
ニューヨークでは具を挟む際には横から切れ目を入れるのが普通であり、セントルイスなど縦に切る地域の流儀に対し拒否反応を示す者もいる。

## ヨーロッパ

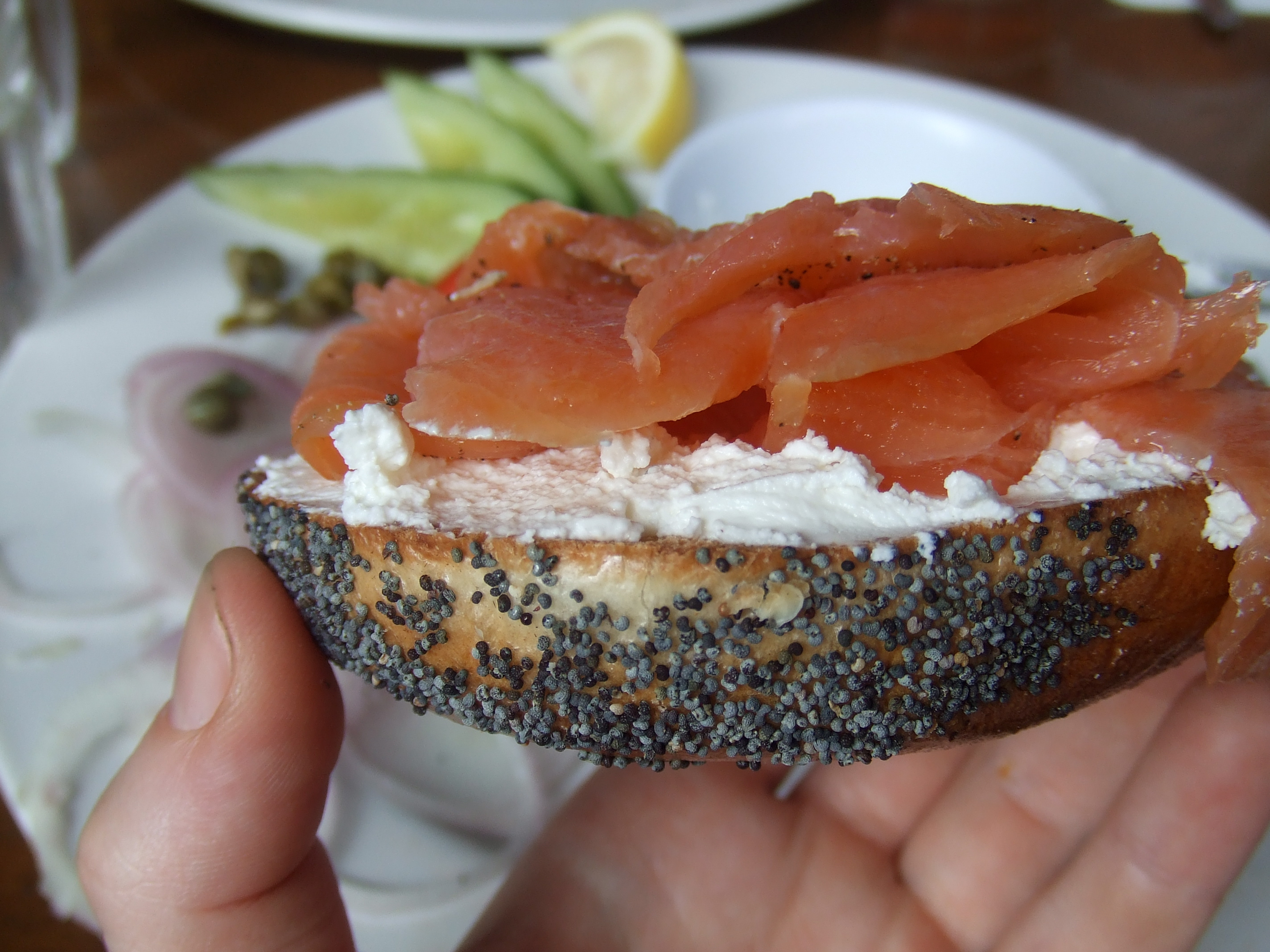
ベーグルとロックス

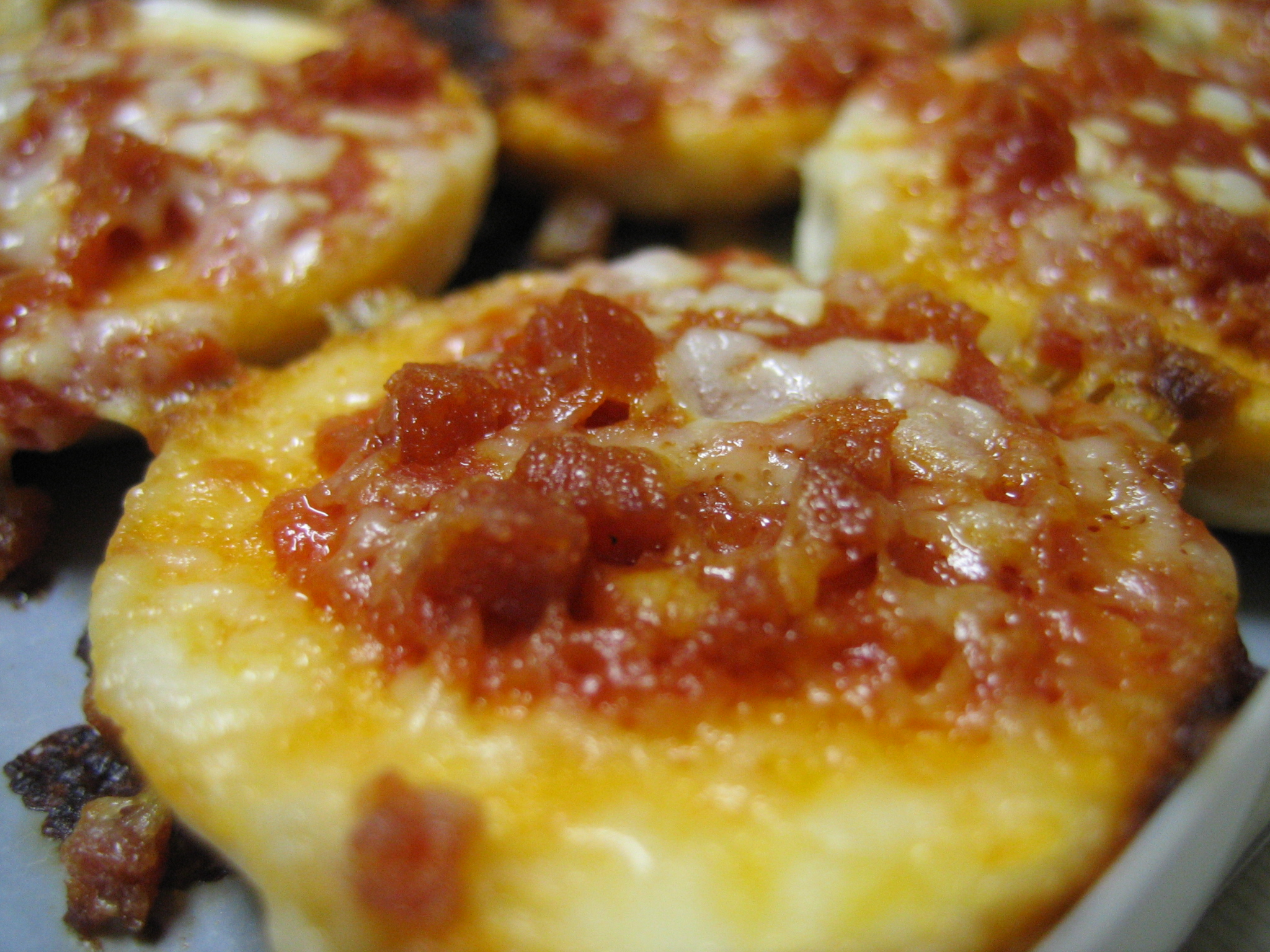
ベーグルピザ

ヨーロッパでは、ベーグルにはバターだけを塗って食べるのが普通であった。クリームチーズやロックス（スモークサーモンのイディッシュ語での呼称）、トマト、タマネギなどをスライスしたベーグルにはさんで食べる食べ方（「ベーグル・アンド・ロックス」）はアメリカ合衆国に移民した後に経済的に余裕ができたユダヤ人の間で生まれた食べ方である。

## 動向
20世紀の終わり頃には、ベーグルを異なった生地で作ったり、生地に伝統的でない食物や調味料を加えるといった、様々なバリエーションが現れた。様々なベーグルサンドイッチも同じ時期に普及した。横半分に切ったベーグルの断面にピザソースとチーズをのせて焼いたベーグルピザがある。また、ベーグルをスライスしてかりっと焼いたベーグルチップスも市販されている。マクドナルド、ダンキンドーナツやティムホートンズなど、ファーストフードチェーンのメニューにも加えられている。
日本では、1990年代の終わりから2000年代のはじめにかけ、当時アメリカやヨーロッパが先んじていた健康食への関心の高まりを背景に、フォックスベーグルが日本国内で製造したベーグルを販売していた。その後、ニューヨークからベーグルKがニューヨークで製造したベーグルを輸入し、ベーグルの日本国内の普及に努めた。現在、ベーグルはベーグル専門店（BAGEL&BAGEL、福ベーグルなど）、ベーカリーショップ、スーパーマーケット、コンビニエンスストア、通信販売等、様々な販路で販売されている。また、日本タイプのソフトな食感のものも製造されており、生地に乳製品を用いるなど、伝統的な製法とは異なる製法で作られた模倣製品もベーグルとして流通している。

## 類似の食品
ロシアにはブーブリク (бублик, bublik) というベーグルに似たパンがあるが、その起源がユダヤ人のパンであったという事実はあまり知られていない。小さなブーブリクはブブリチェク (бубличек) と呼ばれる。また、ウクライナにもブブルィークがある。ポーランドのオブヴァジャーネック (obwarzanek) やブルガリアのゲヴレツィ (гевретсу) もベーグルと製法がよく似ている。焼く間に熱湯で茹でる（熱湯に浸す）という点は、ドイツのプレッツェルとも共通する。
新疆（東トルキスタン）のウイグル人のナーンの一種に、ギルデ・ナーン (girdeh nan) がある。形はベーグルとよく似ているが、焼く前に茹でない点がベーグルと異なる。これがこの手のリング型のパンの起源ではないかと考えられ、古代にヨーロッパへ伝わっていったと推測されている。